# Épica grecolatina
La épica en lenguas romances se basa en la épica grecolatina.

## Épica griega

### Homero
Fue el primer gran épico occidental es, sin duda, Homero (probablemente siglo VIII a. C.), autor de poemas narrativos donde la leyenda (forma usual de transmisión de las hazañas históricas) se mezcla con un núcleo de verdad histórica, quien lleva a su culminación una tradición de poesía épica oral. Sus dos obras culminantes son:
- La Ilíada, cuyo argumento se basa en la guerra de Troya. Heroico es la palabra clave en el poema, porque es lo que supera el nivel común y así se comportan, para bien o para mal sus personajes. Los humanos como en la tragedia tienen su libertad limitada, están sometidos a las intrigas y la voluntad de los dioses. En la Ilíada actúa como que no sabe que narra cosas maravillosas porque no tiene con qué compararlas, no narra desde abajo cosas elevadas. Uno de los temas fundamentales es el de la amistad.
- La Odisea, cuyo argumento es el retorno de Odiseo (cuyo nombre significa 'ansia de saber') a Ítaca es la segunda de las maravillosas epopeyas que dan comienzo a la épica occidental. Los temas son el regreso y la venganza, pero también la nostalgia, el amor a la paz doméstica, la fidelidad (criados y Penélope)...

Ambas destacan por su unidad y coherencia, resaltando la inteligencia y la astucia, el riesgo y la aventura. Homero pone de relieve sentimientos humanos primordiales. No son literatura religiosa, pero no andan lejos.
Tradicionalmente, Homero es considerado autor de otras obras como la Batracomiomaquia, el Margites y los llamados, Himnos homéricos.
Por lo demás y exceptuando a Homero la épica griega no nos ha llegado sino en muy breves fragmentos. Lo que se sabe es que, prefigurando por ejemplo a la épica española, acabó degenerando en parodia.

### Hesíodo
Hesíodo (siglo VII a. C.) fue probablemente contemporáneo de Homero, escribió una épica no considerada como tal -por su carácter más bien diegético que épico-, distinta a la de aquel, volcada a su vertiente didáctica. Fue el primer autor que tuvo conciencia de tal, de la individualidad. Gracias a él se conservan muchas de las leyendas mitológicas griegas. Nos han llegado dos obras:
- La Teogonía, poema de carácter moral y religioso en el que informa de los orígenes del mundo, la genealogía de los dioses y otros mitos. Exalta la voluntad divina, de la que dependen los humanos. Se trata de una de las principales fuentes a través de la que nos ha llegado la religión griega.
- Los Trabajos y días es una larga epístola moral a su hermano, que también incluye relatos míticos.

Hesíodo elabora en conjunto una obra sólida, en la que predomina lo religioso, lo didáctico y moral. La crítica ha visto en él, además del descubrimiento de la individualidad, los primeros balbuceos de la filosofía y la intención de encontrar un orden cósmico, por lo que se le ha considerado precursor de la filosofía. También se le han atribuido otras dos obras: Catálogo de mujeres y El escudo de Heracles.

### Apolonio de Rodas
Ya en época alejandrina, Apolonio de Rodas (295 a. C. - 215 a. C.) compuso Las Argonáuticas o El viaje de los argonautas, que narra el viaje de la nave Argos, dirigida por Jasón y tripulada por todo tipo de héroes míticos, hacia Colcos, en busca del vellocino de oro.

## Épica latina

### Antes de Virgilio
La tradición épica griega llegó a Roma y allí este género se puede dividir en lo escrito antes y después de Virgilio. Entre los precursores de Virgilio se dieron dos tendencias: la que siguió la tradición épica alejandrina y la que siguió la tradición guerrera romana. Muy pronto se hizo la traducción de la Odisea, que influiría mucho en los romanos. Entre los autores anteriores a Virgilio destacan Nevio (Bellum punicum, sobre la guerra contra los cartagineses) y Ennio (Annales), quien introdujo el hexámetro.

### Virgilio
Virgilio (70 a. C. - 19 a. C.) perteneció al movimiento de Augusto para la restauración moral y cívica de Roma. En su gran obra, la Eneida, introdujo todo lo que constituía la historia de Roma (mitología, leyenda, filosofía, religión...). Virgilio busca hallar en el pasado austero una justificación del poderío presente, mediante antecedentes divinos, ya que Eneas es hijo de Anquises y Venus. Por eso es un poema dinástico: Augusto desciende de Venus a través de Eneas y de la familia Julia. Es el poema del sacrificio del héroe por el bien del pueblo. La Eneida, sigue el modelo de Homero; es una obra inacabada con dos partes:
- I-VI: imitación de la Odisea. Viajes de Eneas.
- VII-XII: imitación Iliada. Guerra de conquista del Lacio.

### Después de Virgilio
Tras Virgilio se dará en Roma un renacimiento artificial de la epopeya. Algunos continuadores son: Estacio, quien realiza poemas de encargo y Lucano.